# Lyngdal
Lyngdal (eller Alleen) är en tätort och stad som utgör centralort i Lyngdals kommun i Agder fylke i södra Norge.

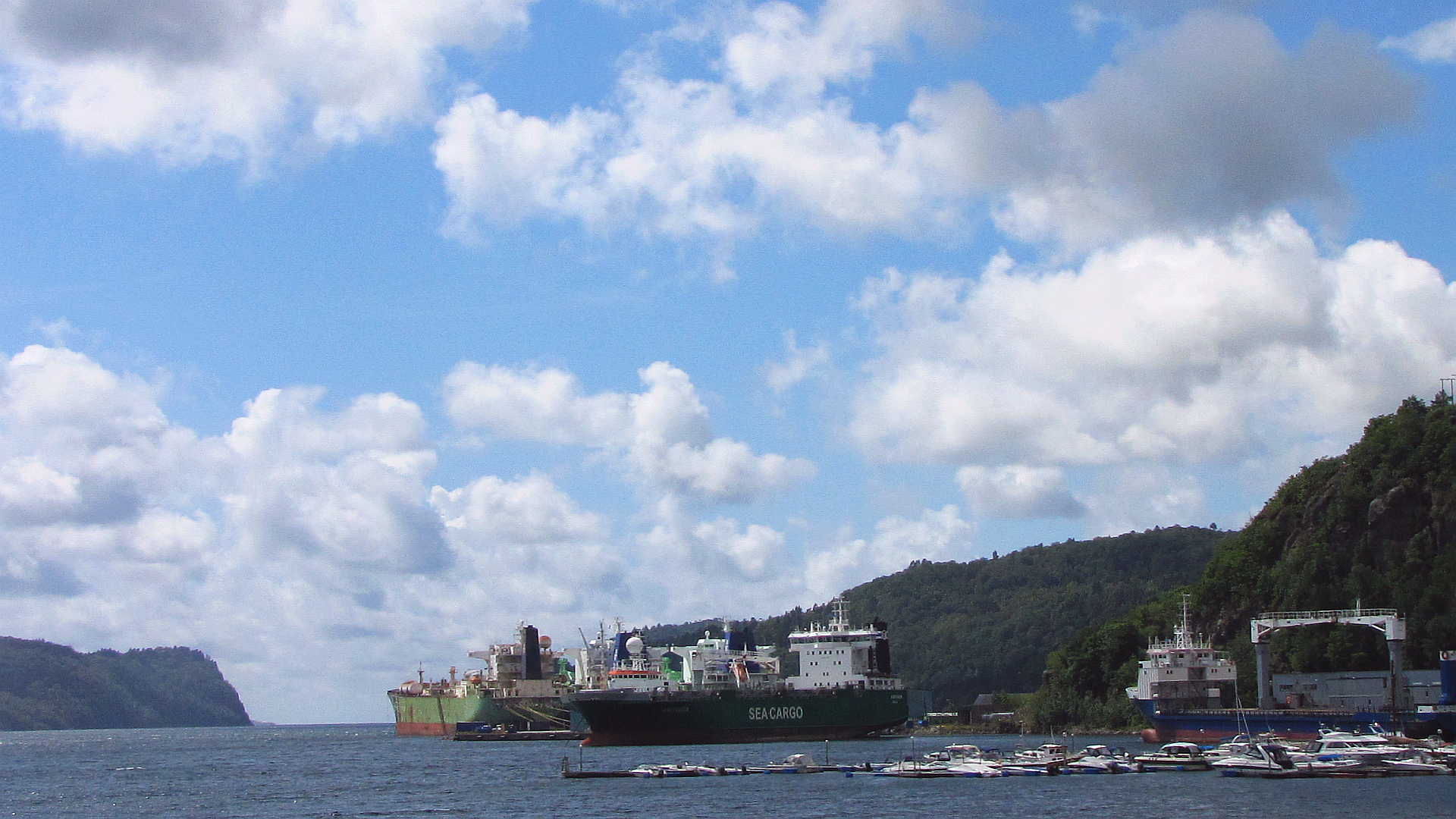
Lyngdals naturhamn Agnefest.